# Biển Trắng
Bạch Hải còn là tên của biển Aigaio

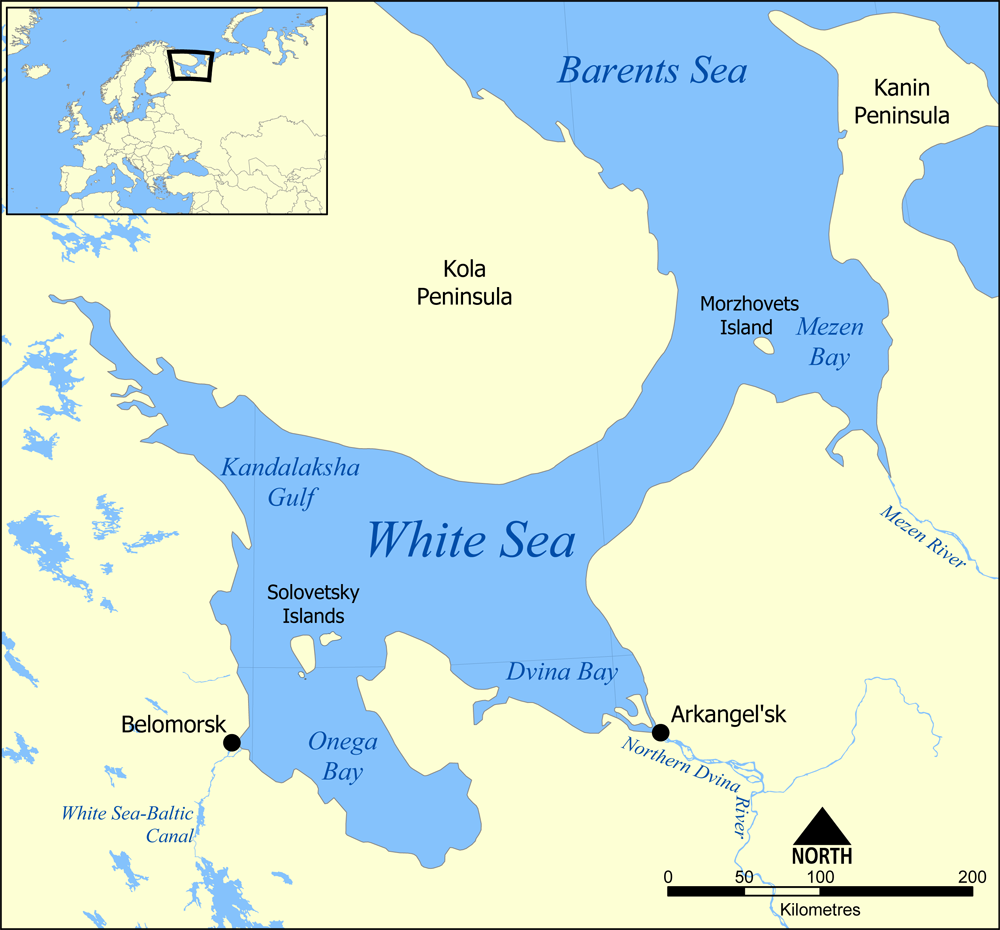
Bản đồ Biển Trắng

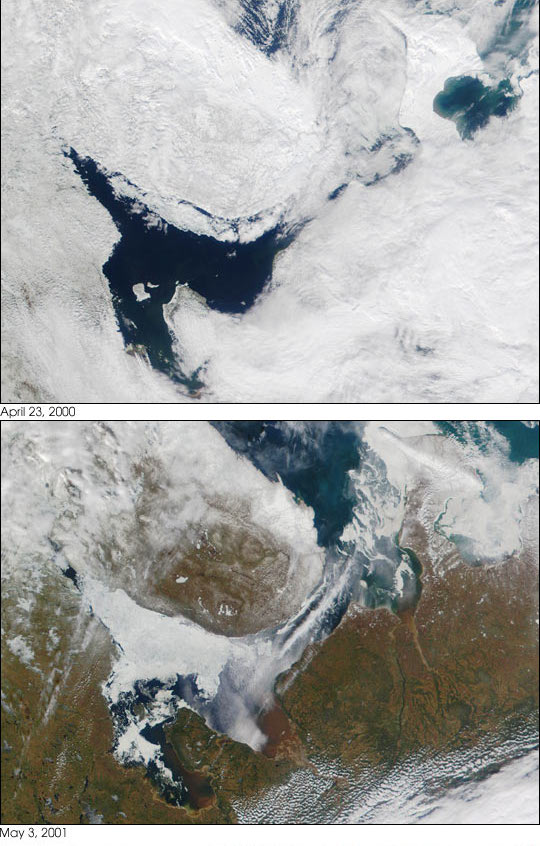
Hai ảnh chụp Bạch Hải từ vệ tinh

Biển Trắng hay Bạch Hải (tiếng Nga: Бeлое мoре) là vịnh nhỏ của biển Barents ở bờ biển miền tây bắc nước Nga. Nó được bao quanh bởi Karelia về phía tây và bán đảo Kola về phía bắc.
Cảng quan trọng Arkhangelsk nằm trên bờ Bạch Hải. Trong lịch sử nước Nga nó đã là trung tâm chính trong thương mại hàng hải quốc tế, được quản lý bởi các Pomor (помoры hay "những người dân sống ven biển") từ Kholmogory. Hiện nay nó trở thành căn cứ quan trọng của hải quân và tàu ngầm Nga.
Trên biển có kênh Bạch Hải-Baltic nối Bạch Hải với biển Baltic.
Toàn bộ Bạch Hải thuộc chủ quyền của Nga (được coi là vùng nước nội thủy của Nga).